# Setohyllisia setosa
Setohyllisia setosa är en skalbaggsart som beskrevs av Stefan von Breuning 1949. Setohyllisia setosa ingår i släktet Setohyllisia och familjen långhorningar.
Artens utbredningsområde är Burma. Inga underarter finns listade i Catalogue of Life.